# Майкъл Зигоманис
Майкъл (Майк) Зигоманис (на английски: Michael Zigomanis) е канадски професионален хокеист център. Играе за Торонто Марлис от Американската хокейна лига (АХЛ). Зигоманис е избиран два пъти в драфта. В Драфт НХЛ 1999 е избран 64-ти от Бъфало Сейбърс, но не подписва. Отново участва в Драфт НХЛ 2001 и е избран от Керълайна Хъриканс 46-и. Роден е в 1981 година в семейство Зигоманис (Джогоманови), емигранти от леринското село Баница.